# Shelley Fabares
Shelley Fabares, född 19 januari 1944 i Santa Monica, Kalifornien, är en amerikansk skådespelerska och sångerska.

## Roller i urval
- 1956 – Det onda arvet
- 1956 – En läkares dårskap
- 1958–1963 – The Donna Reed Show (TV-serie) (191 avsnitt)
- 1964 – Girl Happy
- 1966 – California Holiday
- 1967 – Elvis i full rulle
- 1980–1981 – Mork & Mindy (TV-serie) (3 avsnitt)
- 1987 – Trassel i tropikerna
- 1989–1997 – Coach (TV-serie) (199 avsnitt)
- 1995 – Ombytta roller (TV-film)
- 1996–1998 – Stålmannen (TV-serie) (röst, 8 avsnitt)
- 2003 – Justice League (TV-serie) (röst, 1 avsnitt)